# Louis-Emil Eyer

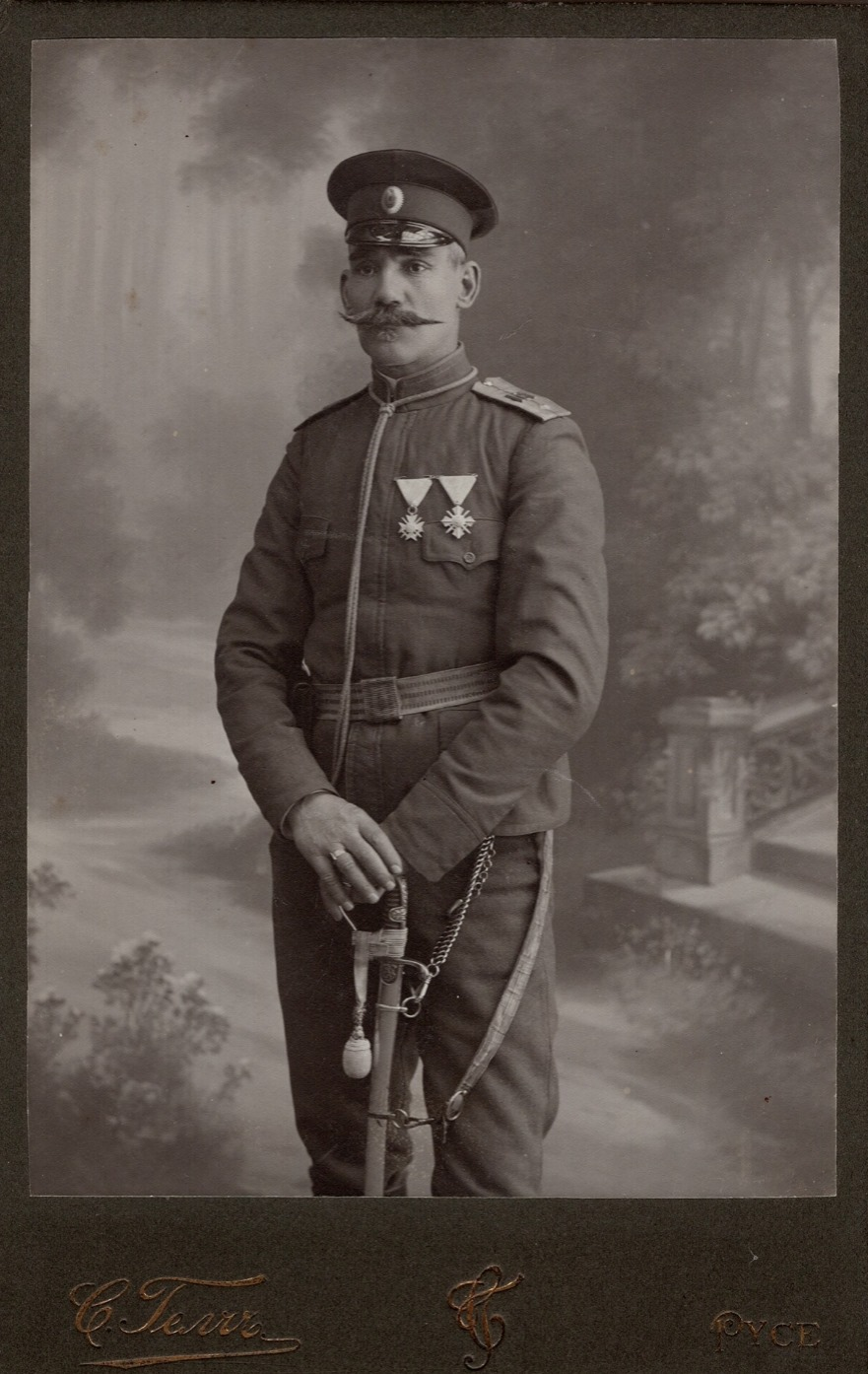
Louis-Emil Eyer während der Balkankriege in bulgarischer Uniform

Louis-Emil Eyer (* 17. November 1865 in Bex (Bürger von Homberg BE), Schweiz; † 2. September 1916 bei Dojran, damals Bulgarien, heute Nordmazedonien) war ein Schweizer Sportpädagoge, der in Bulgarien tätig war. Er gilt als einer der Begründer der bulgarischen Sportbewegung.

## Leben

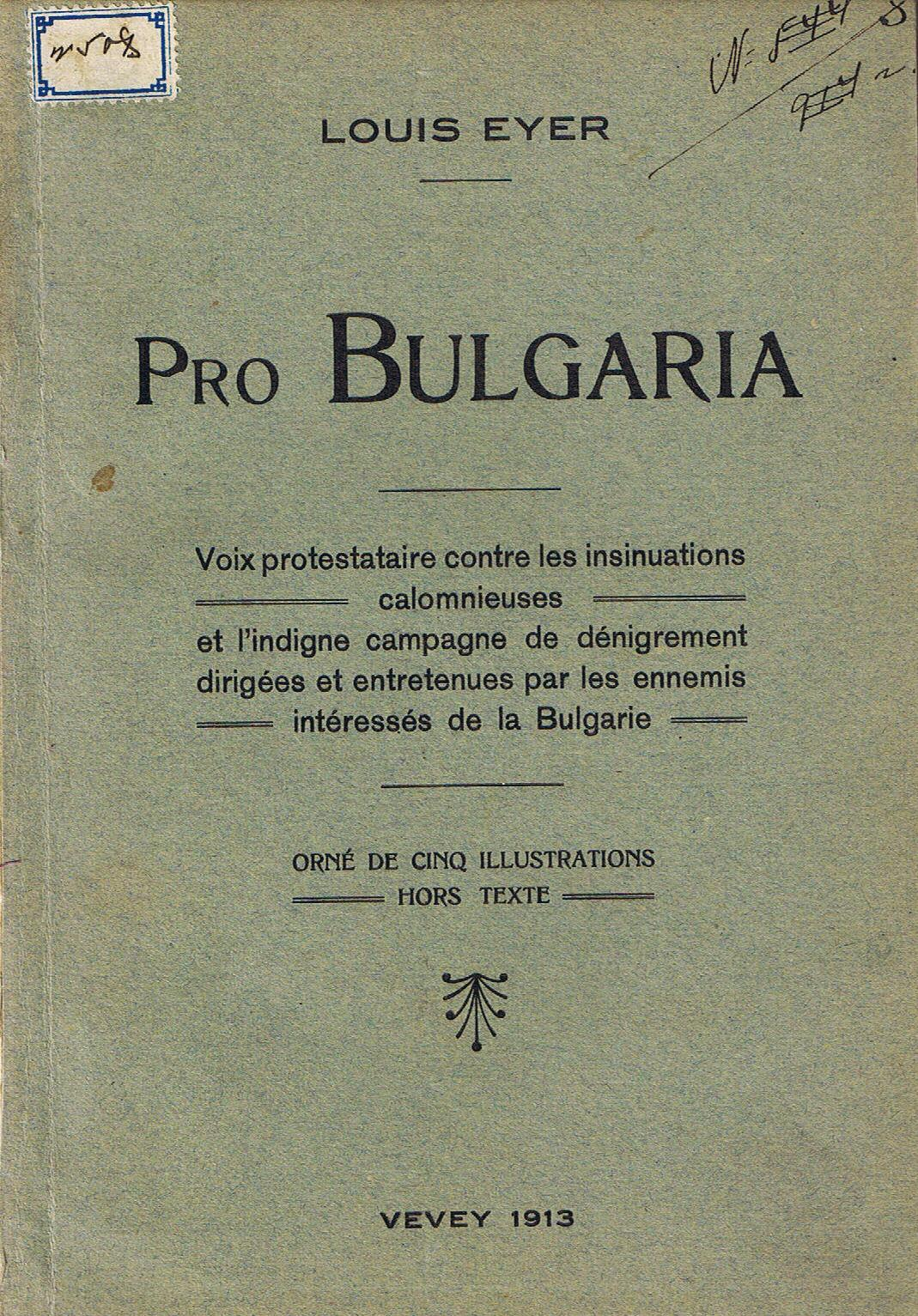
Das 1913 in Vevey publizierte Buch Pro Bulgaria

Louis-Emil Eyer wurde 1865 im Kanton Waadt geboren. Er studierte in Lausanne, Genf und Neuchâtel und lehrte danach Sport in Vevey. 1893 lud der damalige bulgarische Kulturminister Georgi Schiwkow Eyer und zehn weitere Schweizer nach Bulgarien ein um Körperkultur zu lehren und im Land den Sport aufzubauen. Am 13. Mai 1894 erreichten die zehn Schweizer Sofia und wurden über das bulgarische Land verteilt. Eyer lehrte Körperkultur an den Schulen in Lom (ab 1894), Silistra (ab 1903) und Russe (ab 1909). Daneben wurde er Haupttrainer der Sportvereine Junak (bulg. Юнак), die im ganzen Land zerstreut waren. Er führte Leichtathletik, Gewichtheben, Boxen, Ringen und weitere Sportarten in den bulgarischen Lehrunterricht ein.
Mit dem Ausbruch des Ersten Balkankrieges wollte sich Eyer in der bulgarischen Armee als Freiwilliger einschreiben. Da er jedoch Ausländer war, konnte er bei den regulären Truppen nicht mitkämpfen. Noch am Tag der Mobilisierung bildete er in Russe den Junak-Legion mit dem er sich den Makedonien-Adrianopel-Freiwilligen-Korps anschloss. Im Zweiten Balkankrieg führte er die 1. Kompanie des Zwölften Losengrad Bataillons des Korps, das zuvor in Burgas aus ostthrakischen Flüchtlingen gebildet wurde, an. Er kämpfte in Makedonien in den größeren Schlachten bei Sultan tepe und bei Dram teke.
Für die gezeigte Tapferkeit vor dem Feinde wurde Eyer zum Leutnant der bulgarischen Armee ernannt und bekam zweimal den Tapferkeitsorden verliehen.
Nach der Niederlage Bulgariens im Zweiten Balkankrieg 1913 publizierte er in seiner Schweizer Heimat auf Französisch das Buch Pro Bulgaria. Die Erlöse vom Buch spendete er den bulgarischen Veteranen.
Mit dem Ausbruch des Ersten Weltkrieges schrieb sich Eyer erneut als Freiwilliger in der bulgarischen Armee ein. Die Armeeführung wollte ihn in den Nachschub beordern, was er jedoch ablehnte. Ihm wurde daraufhin das 33. Schwischtow-Regiment anvertraut. Am 2. September 1916 kam er in der Schlacht von Dojran ums Leben. Er wurde in Čaušli (heute Nordmazedonien) beigesetzt.

## Ehrung
1991 wurde in der Donaustadt Russe den bulgarisch-schweizerischen Verein Louis Eyer gegründet. Nach ihm wurden das Louis Eyer-Fussballstadion in Silistra, eine Straße in Sofia und den 3.358 m hohen Eyer Peak im Ellsworthgebirge in Antarktika benannt.